# Garret Hobart
Garret Augustus Hobart (ur. 3 czerwca 1844 w Long Branch w stanie New Jersey, zm. 21 listopada 1899 w Paterson) – amerykański polityk, działacz Partii Republikańskiej, wiceprezydent Stanów Zjednoczonych.
Ukończył prawo w Rutgers College (1863) i prowadził praktykę w Paterson. W latach 1872–1876 zasiadał w Zgromadzeniu Stanowym New Jersey (1874 jego przewodniczący), a 1876-1882 w Senacie stanowym (od 1881 przewodniczący). Został wyznaczony jako kandydat Partii Republikańskiej na wiceprezydenta przy kandydującym na prezydenta Wiliamie McKinleyu w 1896; po zwycięstwie wyborczym sprawował od 4 marca 1897 urząd wiceprezydenta, zmarł w trakcie kadencji.